# I Liceum Ogólnokształcące im. Stanisława Konarskiego w Mielcu

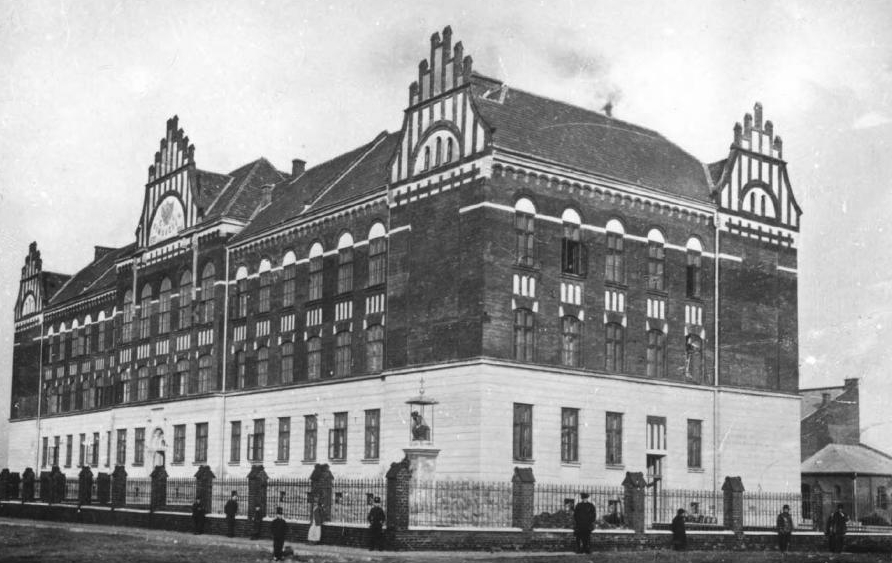
Budynek gimnazjum w 1912

I Liceum Ogólnokształcące im. Stanisława Konarskiego w Mielcu – najstarsza mielecka szkoła ponadpodstawowa, założona w 1905 roku.

## Historia
W 1905 zostało założone c. k. Gimnazjum w Mielcu. Początkowo zakład mieścił się w budynku gminnym zajmowanym poprzednio przez szkołę żeńską. 3 grudnia 1912 miała miejsce uroczystość poświęcenia nowego gmachu gimnazjum z boiskiem, ogródkiem botanicznym i oddzielnym budynkiem przeznaczonym na zajęcia gimnastyczne. Uroczystość celebrował biskup tarnowski ks. Leon Wałęga. Wśród obecnych gości był wiceprezydent c. k. Krajowej Rady Szkolnej Ignacy Dembowski i były dyrektor gimnazjum Roman Moskwa.
Zarządzeniem Ministra Wyznań Religijnych i Oświecenia Publicznego z 1937 zostało utworzone „Państwowe Liceum i Gimnazjum im. Stanisława Konarskiego w Mielcu” (państwowa szkoła średnią ogólnokształcąca, złożoną z czteroletniego gimnazjum i dwuletniego liceum), po wejściu w życie tzw. reformy jędrzejewiczowskiej szkoła miała charakter koedukacyjny, a wydział liceum ogólnokształcącego był prowadzony w typie humanistycznym i przyrodniczym. Pod koniec lat 30. XX wieku szkoła funkcjonowała pod adresem ulicy Jana Kilińskiego 40.

## Chór
W szkole od 1978 działa chór prowadzony od początku przez Pawła Lisa. Największym sukcesem chóru jest zdobycie dwóch Złotych Kamertonów na Ogólnopolskim Konkursie Chórów Szkolnych a cappella w Bydgoszczy (1997 i 1998).
W czerwcu 2007 zrealizowano muzyczny program Niemen Wspomnienie z Markiem Bałatą i Elżbietą Towarnicką wystawiony w Mielcu (gościem honorowym była Małgorzata Niemen, żona Czesława Niemena).

## Dyrektorzy
- Roman Moskwa (1905–1907)[3][4]
- ks. Roman Sitko (mianowany 2 września 1911)[6][7]
- Wincenty Tyran (lata 20. XX w.)[8][3]

## Nauczyciele
- Franciszek Jun
- ks. Roman Sitko – mianowany 26 sierpnia 1907 zastępcą katechety przez Radę Szkolną Krajową, nauczyciel łaciny, dyrektor Gimnazjum, budowniczy bursy gimnazjalnej i jej kierownik, błogosławiony Kościoła katolickiego[6]

## Absolwenci i uczniowie
W nawiasie obok nazwiska podano rok zdania matury.
- Tadeusz Bigo (1913), polityk
- Wincenty But (1913), podpułkownik łączności Wojska Polskiego
- Leszek Deptuła, polityk
- Piotr Guziorski vel Guzior (1914), major żandarmerii Wojska Polskiego
- Franciszek Hanek – ksiądz
- Tadeusz Lubicz-Niezabitowski (1915), pułkownik dyplomowany piechoty Wojska Polskiego, kawaler Orderu Virtuti Militari
- Jacek Nowak, ksiądz, rektor Wyższego Seminarium Duchownego w Tarnowie
- Józef Karol Piszczek (1930), profesor nauk rolniczych w zakresie gleboznawstwa, Rektor Wyższej Szkoły Rolniczej w latach 1959–1964 oraz 1966–1967
- Kazimierz Sabbat, prezydent RP na uchodźstwie
- Marian Skowron, cichociemny
- Franciszek Sokół (1913), działacz niepodległościowy, polityk
- Michał Śledziona, podporucznik piechoty Wojska Polskiego, kawaler Orderu Virtuti Militari
- Jan Światkowski (1915), podpułkownik piechoty Wojska Polskiego, kawaler Orderu Virtuti Militari
- Kazimierz Weryński (1913), pułkownik artylerii Wojska Polskiego
- Marian Michał Weryński (1913), major audytor Wojska Polskiego (brat Kazimierza)
- Wojciech Ziemba – arcybiskup warmiński